# Paulo Gustavo Guedes Fontes
Paulo Gustavo Guedes Fontes (nascido em São João del-Rei, Minas Gerais) é um jurista brasileiro. Em 2012 assumiu como desembargador federal no Tribunal Regional Federal da 3ª Região (TRF-3), onde integra a 4ª Seção, 5ª Turma, especializada em matéria criminal. 

## Formação acadêmica
- Bacharel em Direito pela Universidade Federal de Sergipe (1995)[4]
- Mestrado em Direito Público pela Université Toulouse-I-Capitole, França (2002)[5]
- Doutorado em Direito do Estado pela Universidade de São Paulo (2017), tese: Metaética e neoconstitucionalismo: os limites da verdade e a democracia[6]
- Pós-doutorado na França (Université de Lorraine[7]), concluído com um artigo sobre o autor alemão Robert Alexy, publicado na revista francesa especializada Cahiers de méthodologie juridique, n. 33.

## Carreira
Foi Auditor-Fiscal do Trabalho (1995–1997), Promotor de Justiça (1997–1998) e Procurador da República (1998–2012). Além de breve passagem no Ministério Público do Estado de Sergipe, atuou em Recife, Salvador e Aracaju, com funções criminais e de defesa de interesses difusos e coletivos, incluindo a regularização da Terra Indígena Xucuru (Pesqueira/PE).
No TRF-3, ocupou uma vaga destinada ao Ministério Público Federal (quinto constitucional), sendo nomeado por decreto da presidente Dilma Rousseff e tomando posse em 24 de fevereiro de 2012.

## Artigos publicados
- "Véu islâmico, laicidade e liberdade religiosa", Folha de São Paulo, 2009.[11]
- "Teoria política e a ineficácia do sistema penal", Consultor Jurídico, 2015.[12]
- "Criminalização da homofobia: decisão do STF preserva legalidade e anterioridade penal", JOTA (site), 2019.[13]
- "Juiz de garantias é um avanço", O Globo, 2023.[14]